# Viñedo de Saboya

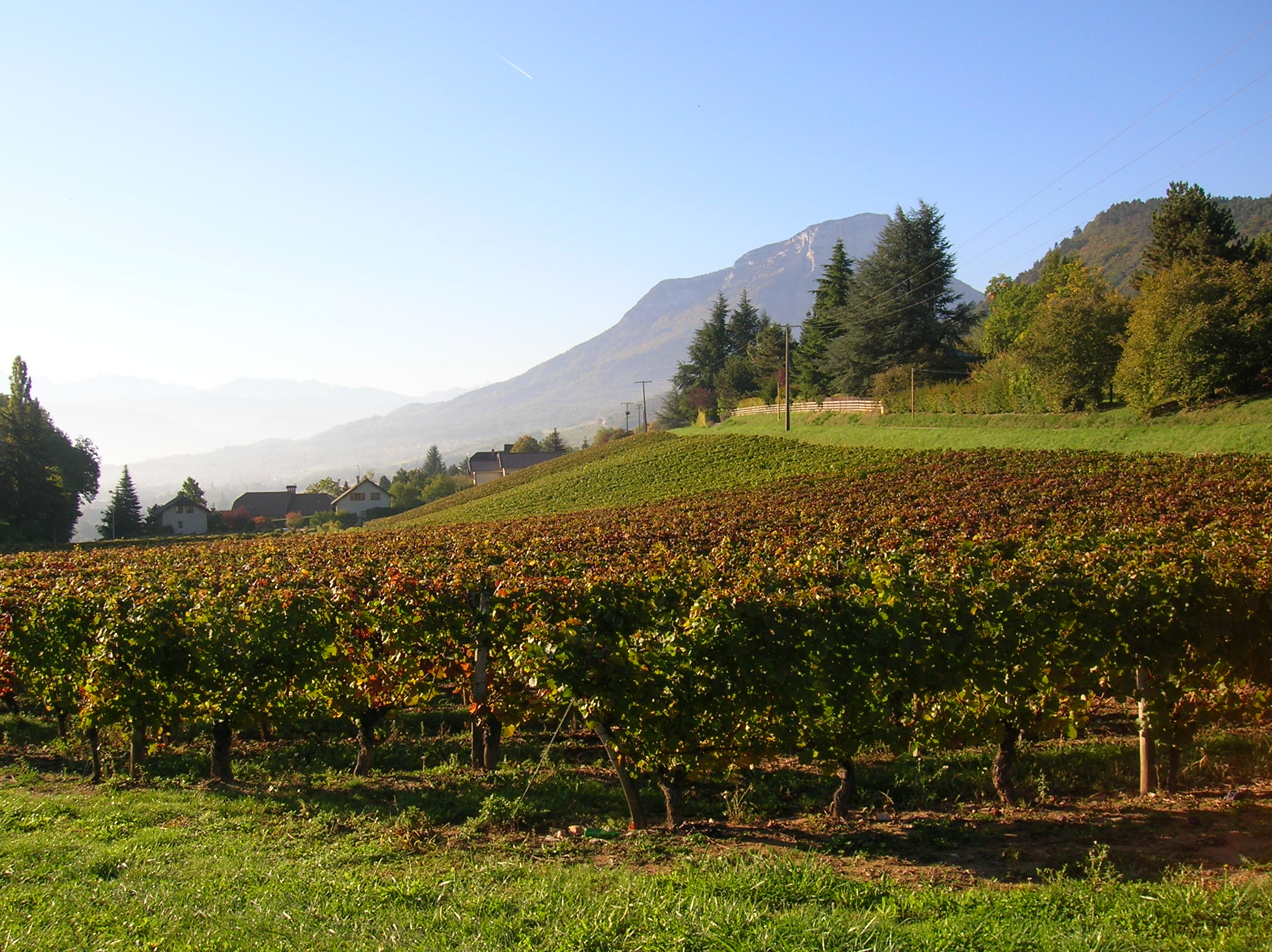
Viñas cerca de Saint-Baldoph.

El viñedo de Saboya (en francés, Vignoble de Savoie) es una región vinícola francesa que se extiende por los departamentos franceses de Saboya y Alta Saboya. Se ubica al noroeste de la zona de Bugey en el departamento de Ain y al sudoeste de la zona de Jura. A veces se menciona a las tres como una sola región vinícola «Jura-Saboy-Bugey». Las denominaciones saboyanas se distribuyen por cuatro departamentos: Alta Saboya, Ain, Isère y Saboya. 

## Geografía
Entre lagos y montañas, los viñedos de Saboya cuelgan de laderas o sobre las colinas en pequeñas islas que producen sus especiales crus, desde Fréterive en el Sur, hasta Evian en el Norte, pasando por Apremont y Jongieux.

## Historia
La vid se cultiva en Saboya desde la época de los romanos.

## Denominaciones de origen
Hay un total de 24 crus que se benefician en su mayor parte de una denominación de origen. Las cuatro principales AOC representan alrededor de 1.300 hectáreas de los departamentos de Saboya y de la Alta Saboya y producen 130.000 hectolitros por año, de los que el 80% son vino blanco.
- AOC Crépy, cerca del Lago Ginebra.
- AOC Seyssel, en Ain
- AOC Roussette de Savoie
- Vin de Savoie (ciertos municipios pueden añadir su nombre para formar un nombre de cru.

Crépy y Seyssel son fáciles de ubicar, pero Roussettes y Vins de Savoie pueden provenir de cualquier lugar de este viñedo, a menos que las denominaciones incluyan el nombre de un vintage. Hay cuatro Roussette: Frangy, Monthoux, Marestel y Monterminod. Y no menos de 17 "Vin de Savoie" de los que los más conocidos son Apremont, Chignin, Chautagne y Arbin.
Existe igualmente VDQS: vin du Bugey y vin de pays d'Allobrogie.

## Viñedos del departamento de Saboya
En el departamento de Saboya, en 2006, el viñedo representaba un 19% del volumen de negocios de la agricultura departamental y empleaba a 800 agricultores de los que la mitad son profesionales. La superficie del viñedo ha aumentado un 30% en una década y se produjeron 135.000 hectolitros, de los cuales la mitad se consume por los habitantes del departamento y el resto exportado en Francia o comprado por turistas extranjeros.
Desde hace algunos años, las existencias aumentan y hoy representarían, algo menos de un año de producción.
Los sartos son garitas de piedras emblemáticas de la región, y una cofradía lleva el nombre.

### Viñedos de la Combe de Savoie
|  |
|  |

Es el más extenso de los viñedos saboyardos en el valle y sobre las laderas del Combe de Saboya, al este de Chambéry, entre el parque natural regional del Chartreuse y el de Bauges.
El Abymes y el Apremont rinden homenaje, con su nombre, al drama de la noche del 24 al 25 de noviembre de 1248, cuando todo un lado del Monte Granier (1.933 m) se hundió sobre la parroquia de Saint-André, matando a más de a 1000 personas afectando a una quincena de pueblos. El oratorio de Notre-Dame-de-Myans señala el lugar donde se detuvo el vaciado de rocas y lodos.
Los viñedos de Saint Jeoire, Chignin, Montmélian, Arbin y Cruet que se sitúan sobre las laderas de la montaña Saboyana, primer contrafuerte del Macizo del Bauges, están frente a los viñedos de Apremont y el Abymes.
- Viñedo del Abymes, municipio de Chapareillan, 130 ha.
- Viñedo de Apremont
- Viñedo de Arbin. El vino mondeuse de Arbin es un tinto elaborado con uvas mondeuse con un intenso color rojo. En la boca sabe a frambuesa y regaliz. Sus taninos suaves y cálidos envejecerán bien con el tiempo (hasta 8 años). Perfecto con carne roja, caza y queso; se sirve entre 10 °C y 12 °C.
- Viñedo de Chignin. Chignin es un blanco seco, agradable de beber, combinando el sabor de frutas diversas como manzanas, con olor de flores blancas como la acacia. Debe consumirse en el plazo de 2 años y servirse a 10 °C aproximadamente.
- Viñedo de Chignin-Bergeron. Chignin-Bergeron es un gran vino blanco, de tonalidad amarilla de oro. Es muy aromático con toques de piña, mango, membrillo, albaricoque, avellana y miel. Está listo para servir, pero puede guardarse hasta 5 años, pues mejora con edad. Se sirve a una temperatura de alrededor de 12 °C.
- Viñedo de Cruet
- Viñedo de Montmélian
- Viñedo de Roussette de Monterminod. La variedad vinífera altesse o roussette fue probablemente introducida desde Chipre durante las Cruzadas. Roussette de Savoie es un vino pleno, bien criado, levemente suave, con aromas a violeta y sabores a bergamota, avellana y almendra. Está en su mejor momento después de envejecer durante algunos años (de 2 a 5). Se ha de servir a una temperatura de 10 °C. Es un vino muy raro.
- Viñedo de Saint-Jean-de-la-Porte
- Viñedo de Saint-Jeoire-Prieuré

### Viñedos del Antepaís Saboyardo
Los viñedos del Antepaís Saboyardo se extienden sobre tres sectores distintos al norte de Chambéry: el oeste del lago del Bourget, el Chautagne al norte del lago del Bourget, sobre la orilla Este del Ródano, y remontando un poco el valle del Ródano, hasta la Alta Saboya, los sectores de Seyssel y Frangy, donde se elabora el prestigioso Roussette de Savoie.
- Viñedo de Chautagne
- Viñedo de Jongieux
- Viñedo de Marestel
- Viñedo de Monthoux
- Viñedo de Seyssel (Saboya y Alta Saboya)
- Viñedo de Frangy (Alta Saboya)

## Viñedos del departamento de alta Saboya

### Viñedos de las orillas del Léman
Las orillas del léman o Chablais francés acogen bellas tierras: las laderas del Crépy, las orillas de Yvoire y de Excenevex, y al este de Thonon-les-Bains los viñedos de Ripaille y Marin.
- Viñedo de Crépy. (Municipios de Ballaison y Douvaine)
- Viñedo de Marignan. (Municipio de Sciez)
- Viñedo de Marin. (Municipio de Marin)
- Viñedo de Ripaille. (Municipio de Thonon-les-Bains)

### Viñedos del Valle del Arve
De los grandes viñedos del valle del Arve que existían al principio del siglo XX, no quedan más que algunas vides junto a Ville-la-Grand en el suburbio de Annemasse y sobre todo una joya buscada: el vino de Aÿze, cuyas viñas se ubican en la parte inferior de las laderas occidentales de Môle (1863 m).
- Viñedo de Ayze
- Viñedo de Ville-la-Grand

## Viñedos del departamento de Ain
- Bugey (Tinto, rosado y blanco)
- Bugey Manicle (Tinto y blanco)
- Bugey Montagnieu (Tinto)
- Roussette du Bugey (Blanco)
- Roussette du Bugey Montagnieu (Blanco)
- Roussette du Bugey Virieu-le-Grand (Blanco)
- Bugey pétillant (Blanco, rosado)
- Bugey pétillant Cerdon (Rosado)
- Bugey pétillant Montagnieu (Blanco)

## Variedades viníferas

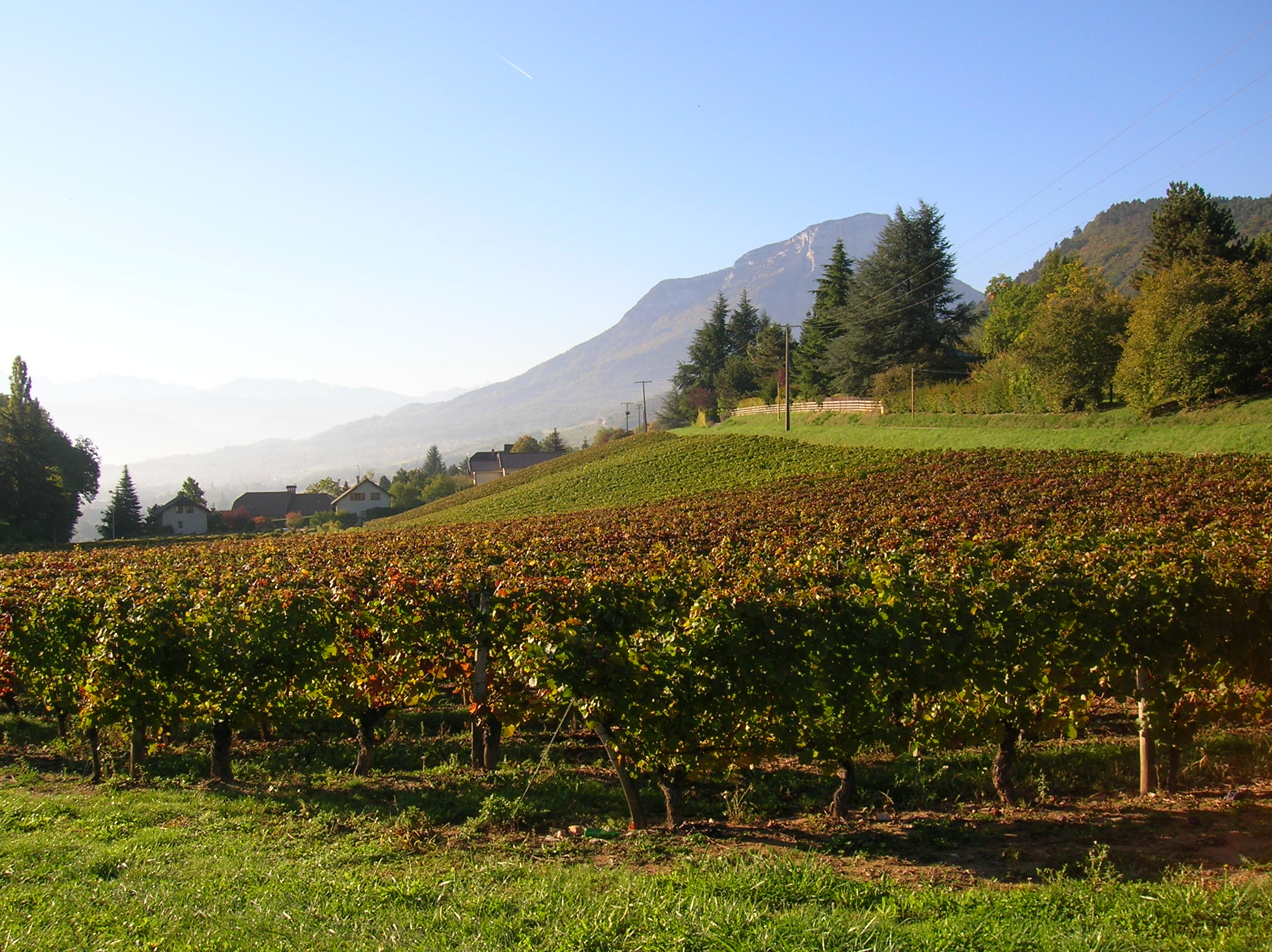
Viñas en Saboya.

Con las variedades blancas jacquère, roussanne, altesse y gringet, y tinta mondeuse, Saboya probablemente mantiene el récord de las variedades de uvas más originales, o al menos las menos infrecuentes, y las que menos han viajado, tan ancladas al suelo están que no pueden crecer en ningún otro lugar.

### Blancas
- Jacquère (uva tradicional de Saboya, la más extendida)
- Roussanne o Bergeron (Chignin)
- Altesse o Roussette (también puede verse escrito rossete). Altesse es segunda fermentación de un blanco seco jacquère con un licor basado en la altesse (roussette). Tiene el vigor de jacquère y la fineza de roussette. Vino relativamente raro. Servir a 10 °C.
- Gringet
- Chardonnay
- Chasselas
- Molette blanche (Vino de Seyssel)

### Tintas
- Gamay (la más extendida)
- Mondeuse (cepa tradicional de Saboya), emparentada con la syrah. Produce un vino tinto con colores azulados, generalmente reconocido como un tónico excelente. Flota fácilmente en la boca con aromas de violeta, fresa y frambuesa, y es un tinto "con cuerpo". Sus taninos se suavizarán con el tiempo y pueden emerger toques de nuez. Debe mantenerse, entre 6 y 10 años; se sirve a temperatura de alrededor de 16 °C.
- Pinot noir. Produce un vino de alto contenido alcohólico (12-13 °C) y un fino color escarlata. Un vino vivaz, con cuerpo y abundantes indicios de fruta y perfumes delicados. Embriagador incluso cuando es joven, este vino aun así se mantendrá muy bien y se hará más suave con el tiempo. Se sirve a temperatura ambiente.
- Persan (uva) (antigua variedad, cultivada de nuevo por algunos viñadores)

## Gastronomía
La mayor parte de los vinos de Saboya deben disfrutarse jóvenes, particularmente los vinos blancos de jacquère, que produce vinos ligeros, que son florales y frescos. Más ricos y estructurados, los roussettes alcanzan un equilibrio después de 2 o 3 años de añejamiento. Lo mismo vale para mondeuse que envejece notablemente bien y suaviza sus taninos conforme pasa el tiempo.